# L'amore strappato
L'amore strappato è una miniserie televisiva italiana in tre puntate, diretta da Simona Izzo e Ricky Tognazzi, e trasmessa in prima visione assoluta su Canale 5 dal 31 marzo al 14 aprile 2019.
Grazie ai suoi record di ascolti (che si aggirano tra i 3.500.000 e arrivano a superare i 4.000.000), la serie viene riproposta nei palinsesti Mediaset nel 2021 per altre tre serate in replica dal 10 al 24 febbraio 2021, ottenendo, a paragone con la concorrenza, una buona media di ascolti per la seconda volta. 
Ispirata a una storia vera, la miniserie racconta il clamoroso errore giudiziario che ha coinvolto nel 1995 la piccola Angela Lucanto e i suoi genitori. Una volta adulta Angela, in collaborazione con i giornalisti Maurizio Tortorella e Caterina Guarneri, ha scritto un libro autobiografico sulla vicenda intitolato Rapita dalla giustizia.

## Puntate
| N° | Titolo          | Prima TV       |
| -- | --------------- | -------------- |
| 1  | Prima puntata   | 31 marzo 2019  |
| 2  | Seconda puntata | 7 aprile 2019  |
| 3  | Terza puntata   | 14 aprile 2019 |

## Trama

### Prima puntata
La vita ordinaria di Rosa e di suo marito Rocco viene sconvolta quando le forze dell'ordine portano via la figlia Arianna: i due ancora ignorano che qualcuno ha denunciato Rocco per abusi nei confronti della bambina. Mentre l'uomo, vittima di una menzogna, si troverà a difendere la propria innocenza, Rosa dovrà decidere se stare dalla parte del marito o schierarsi contro di lui per riavere sua figlia.
Mentre Rocco vive la durezza del carcere, la piccola Arianna affronta la sua prigionia nella casa famiglia grazie ad una nuova amica. Intanto, Rosa si rimbocca le maniche per proteggere la sua famiglia dal pregiudizio della comunità. La donna confida che il processo sancisca finalmente l'innocenza di suo marito: Smiraglia, il nuovo avvocato assunto per la difesa di Rocco, sembrerebbe avere un asso nella manica.
- Ascolti: telespettatori 3 532 000 – share 15,1%.[3]

### Seconda puntata
Rosa continua a battersi per far scagionare Rocco, condannato in primo grado a tredici anni di reclusione, e riprendersi Arianna; nel frattempo, quest'ultima conosce una famiglia che vorrebbe adottarla, che oltre a un figlio naturale ne ha già adottato un altro. Rosa riceve l'ennesimo dolore quando il tribunale le rifiuta il ricongiungimento con la figlia, e Rocco sembra perdere ogni speranza. Intanto, dall'aula del tribunale emergono dei risvolti inaspettati. 
Quando i Macaluso scoprono che la piccola Arianna è già stata adottata legalmente da un'altra famiglia, Rocco cerca di attirare l'attenzione dei media, mentre Rosa incontra un uomo che sostiene di aver visto Arianna e di poterle rivelare dove vive la figlia.
- Ascolti: telespettatori 3 732 000 – share 16,8%.[4]

### Terza puntata
È passato molto tempo da quando Arianna è stata strappata ai suoi genitori, quando questi ricevono il conto dell'istituto in cui la bambina ha vissuto prima dell'adozione. Rosa trova in quelle carte un indizio da cui partire per mettersi sulle tracce della figlia. Mentre Rocco cerca un modo per saldare il debito, la donna inizia una faticosa ricerca che potrebbe portarla a un passo dalla felicità. Quando poi Rosa e Rocco sembrano aver trovato Arianna non possono avvicinarla: lo ha stabilito il Tribunale. È Ivan a mettersi in contatto con la sorella, riaprendo la ferita di un passato doloroso che la ragazza ha cercato di lasciarsi alle spalle. 
Dopo anni passati nella convinzione che la sua famiglia l'avesse abbandonata, la verità si rivela agli occhi di Arianna, mettendola davanti ad una scelta difficile. Alla fine la volontà della ragazza, oramai maggiorenne, è quella di ritornare alla famiglia d'origine.
- Ascolti: telespettatori 4 319 000 – share 19,3%.[5]

## Produzione
La miniserie è stata girata a Ostia, frazione di Roma e nei pressi di Torre Paola, sul lido di Sabaudia.